# 甲賀協同ガス
甲賀協同ガス株式会社（こうかきょうどうガス）は、滋賀県甲賀市に本社を置くLPガス・一般ガス事業者である。

## エリア
LPガス
- 甲賀市・湖南市

都市ガス
- 甲賀市水口町

## 沿革
- 1964年（昭和39年）11月：水口ガス株式会社設立
- 1966年（昭和41年）4月：甲賀プロパンガス販売事業協同組合設立
- 1968年（昭和43年）10月：甲賀プロパンガス販売事業協同組合及び滋賀県経済農協連により甲賀ガス株式会社設立
- 1970年（昭和45年）5月：水口ガス株式会社、水口町及び水口町農業協同組合により水口協同ガス株式会社設立
- 1993年（平成5年）4月：甲賀ガス株式会社及び水口協同ガス株式会社の合併により甲賀協同ガス株式会社設立
- 1999年（平成11年）5月：本社・新工場を甲賀市水口町ひのきが丘に移転
- 2007年（平成19年）4月：笹が丘地区、LPガスから天然ガス(13A)に熱量変更
- 2007年（平成19年）10月：笹が丘地区、13Aに熱量変更
- 2011年（平成23年）6月：松尾台地区、13Aへ熱量変更